# Rafael León de los Cobos
Rafael León de Los Cobos, también conocido como Rafael León (n. 29 de abril de 1978) , es un actor y cantante mexicano, más conocido por interpretar a "Bobby" en la telenovela Al diablo con los guapos. Ha trabajado en TV Azteca, Televisa, y la cadena Telemundo. Fue integrante del extinto grupo musical Tierra Cero. 

## Biografía
Actualmente labora como vendedor de piso en Ducati Polanco en un horario de 10 a 19 horas, puedes verificar la información asistiendo personalmente a la agencia.
En 2020 Rafa León se reencuentra con sus ex's compañeros de Tierra Cero para la gira Boy Band Expirience

## Filmografía
- El rostro de la venganza (2012) - Marcos Alvarado Cruz
- Aquellos ojos verdes (película) (2012) - Doctor
- Amar de nuevo (telenovela) (2011) - Marcel
- El Secreto (película) (2010) - Luis
- Decisiones extremas (telenovela) (2010) - Francisco
- Adictos (2009) - Episodio "Sexo"
- La rosa de Guadalupe (2009) -"Cesar" (Ep.Una nueva luz)
- Al diablo con los guapos (2007-2008) - Roberto "Bobby" Senderos
- El Pantera (2007) - Roger - Episodio "Hoteles del Centro"
- La vida es una canción (2004 - 2005) - Alfredo
- Top Models (2005) - Tomas
- Soñarás (2004) - Chocolate